# Turm Neuss
Der Turm Neuss ist eine künstlerische Installation in Neuss. Er befindet sich auf dem Theodor-Heuss-Platz vor der Hauptpost. Es handelt sich um eine 10 m hohe Konstruktion aus Stahl und Holz in Turmform. Im Inneren befindet sich ein sich nach oben verjüngender Zylinder aus Messing.
Er wurde vom 1985 von der österreichischen Architekten- und Künstlergruppe Haus-Rucker-Co geschaffen. Initiiert wurde er von Hans-Heinrich Grosse-Brockhoff, 1985 bis 1992 Stadtdirektor und Kulturdezernent der Stadt Neuss. Anfangs war der Turm über eine Treppe begehbar. Im Frühjahr 2013 wurden die Öffnungen des Objekts mit Gittern versehen, um den Turm vor Taubendreck und Müll zu schützen.